# Land (landskap)

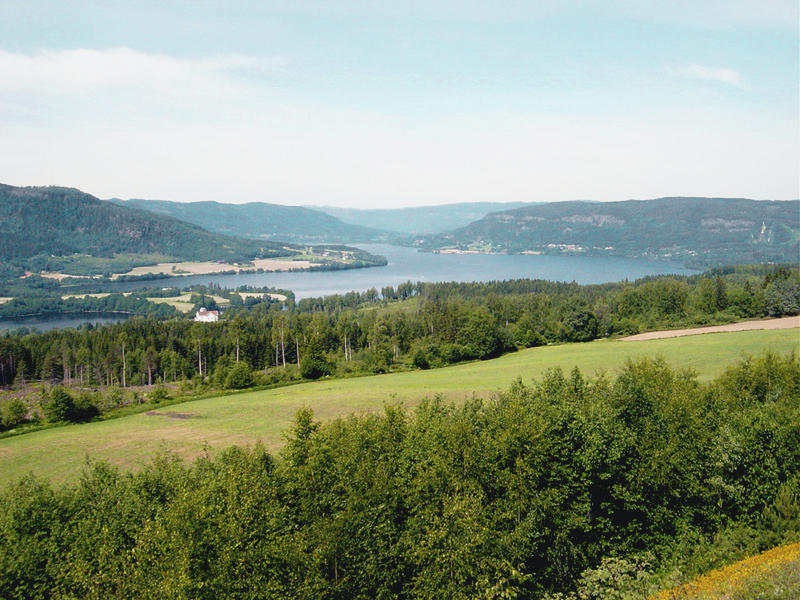
Randsfjorden vid Fluberg.

Land är ett landskap i Innlandet fylke i Norge. Landskapet omfattar bygderna och skogsområdena runt den norra delen av insjön Randsfjorden och vidare norrut mot Valdres och Vestre Gausdal i den sydvästra delen av Innlandet fylke. Land är administrativt indelat i kommunerna Nordre Land och Søndre Land och har en yta på 1 683 kvadratkilometer med 12 294 invånare (2019). Tillsammans med Hadeland bildar Land en tingsrätt och ett prosteri.
Fylkesväg 33 samt Fylkesväg 34 leder genom området. Det mesta av bosättningen finns längs Randsfjorden och i de två huvuddalar som öppnar sig vid dess norra ände. Där de två dalarna möts ligger den största tätorten, Dokka, som är centralort i Nordre Lands kommun, med betydande industri. Hov, centralorten i Søndre Lands kommun, har också flera industrier.
Lands kommun upprättades 1837, men delades redan 1847 i Søndre Lands kommun respektive Nordre Lands kommun. Dessa delades ytterligare 1914, Nordre Lands kommun i Torpa kommun och Nordre Lands kommun, Søndre Lands kommun i Flubergs kommun och Søndre Lands kommun. De nuvarande kommunerna bildades 1962.